# Дъждовен сезон
Дъждовен сезон или влажен сезон е период в годината, характеризиращ се с изключително чести, обилни дъждове. Характерен е почти изцяло за тропичния климат, макар и да се среща и в по-отдалечени от тропиците зони. В Индия и Южна Азия дъждовният сезон се нарича като мусон и понякога е съпътстван от урагани. В някои от по-сухите страни, като Мали, Нигер и Чад, дъждовният сезон е от голямо значение за развитието на земеделието.